# Der Pfad (2022)
Der Pfad ist ein deutsch-spanischer Spielfilm von Tobias Wiemann, der am 17. Februar 2022 in die deutschen Kinos kam. Er ist die Verfilmung des gleichnamigen Romans von Rüdiger Bertram.

## Handlung
Rolf Kirsch ist zwölf Jahre alt und ist angesichts des aktuellen Weltgeschehens ausgesprochen lebensfroh. Denn es ist 1940 und der Zweite Weltkrieg ist im vollen Gange. Die gedankliche Flucht aus dieser Welt verdankt er seiner Vorliebe für Fantasiespiele, seinem (handsignierten!) Lieblingsroman Der 35. Mai oder Konrad reitet in die Südsee von Erich Kästner und seinem treuen Terrier Adi. Doch die Flucht ist auch eine sehr reale: Mit seinem Vater Ludwig – ein kritischer Journalist, der auf der schwarzen Liste der Nazis steht – haben sie sich über Paris und Marseille bis an die Pyrenäen durchgeschlagen. Die Überquerung ist der letzte Weg, um in die USA zu gelangen, wo bereits die Mutter wartet. Ab Banyuls-sur-Mer starten sie zu dritt mit Núria, der ebenfalls zwölfjährigen Tochter eines Schleuser-Ehepaars.

## Produktion
Die Dreharbeiten endeten am 5. November 2020 in Nordrhein-Westfalen. Der Kinostart erfolgte im Verleih von Warner Bros. Pictures Germany.

## Hintergrund
Bereits vor dem Zweiten Weltkrieg boten die Pyrenäen Schmugglern die Gelegenheit, die Grenze zwischen Frankreich und Spanien zu überwinden. Die Route wurde von zahlreichen Flüchtlingen genutzt, darunter der Philosoph Walter Benjamin und der Schriftsteller Heinrich Mann. Partisanen, wie die österreich-ungarische Exilantin Lisa Fittko und ihr Mann, die sich im südfranzösischen Banyuls-sur-Mer niedergelassen hatten, schleusten die Menschen auf diesem Weg nach Spanien. Von dort führte der Weg zumeist per Schiff weiter in die USA. Benjamin, der erste Flüchtling, den Fittko über die Pyrenäen führte, nahm sich jedoch im katalanischen Portbou das Leben, als ihn Angst und Verzweiflung heimsuchten, weil er keinen Ausreisestempel der Franzosen vorweisen konnte. Ihm zum Gedenken wurde 2009 die historische Passage als Wanderroute „Chemin Walter Benjamin“ auf französischer, beziehungsweise „Ruta Walter Benjamin“ auf spanischer Seite ausgewiesen.

## Auszeichnungen (Auswahl)
- 2022: Deutscher Filmpreis – Bester Kinderfilm an den Produzenten Daniel Ehrenberg[7]
- 2022: Goldener Spatz – Langfilm[8]
- 2022: Goldener Spatz – Beste Hauptdarstellerin: Nonna Cardoner für ihre Rolle als „Núria“[9]
- 2022: Goldener Spatz – Preis des Thüringer Ministerpräsidenten an den Regisseur Tobias Wiemann[10]
- 2022: „The City of Malmö Children’s Film Award“ – „Hauptpreis für den besten internationalen Langfilm für Kinder“ beim BUFF-Filmfestival an den Regisseur Tobias Wiemann
- 2022: Kindertiger – „Preis für das beste Drehbuch eines Kinderfilms“ (vergeben von Vision Kino und KiKA) an Rüdiger Bertram und Jytte-Merle Böhrnsen
- 2023: Preis der deutschen Filmkritik – Preis für den besten Kinderfilm 2022 (vergeben vom Verband der deutschen Filmkritik) an Tobias Wiemann[11]